# Sara Johanna de Beer
Sara Johanna de Beer, född 1749 i Paramaribo, död 1811, var en nederländsk publicist. Hon utgav från 1787 De Surinaamsche Spectator i Surinam och var där en betydande kraft inom publiceringsbranschen.  